# Rida, rida ranka

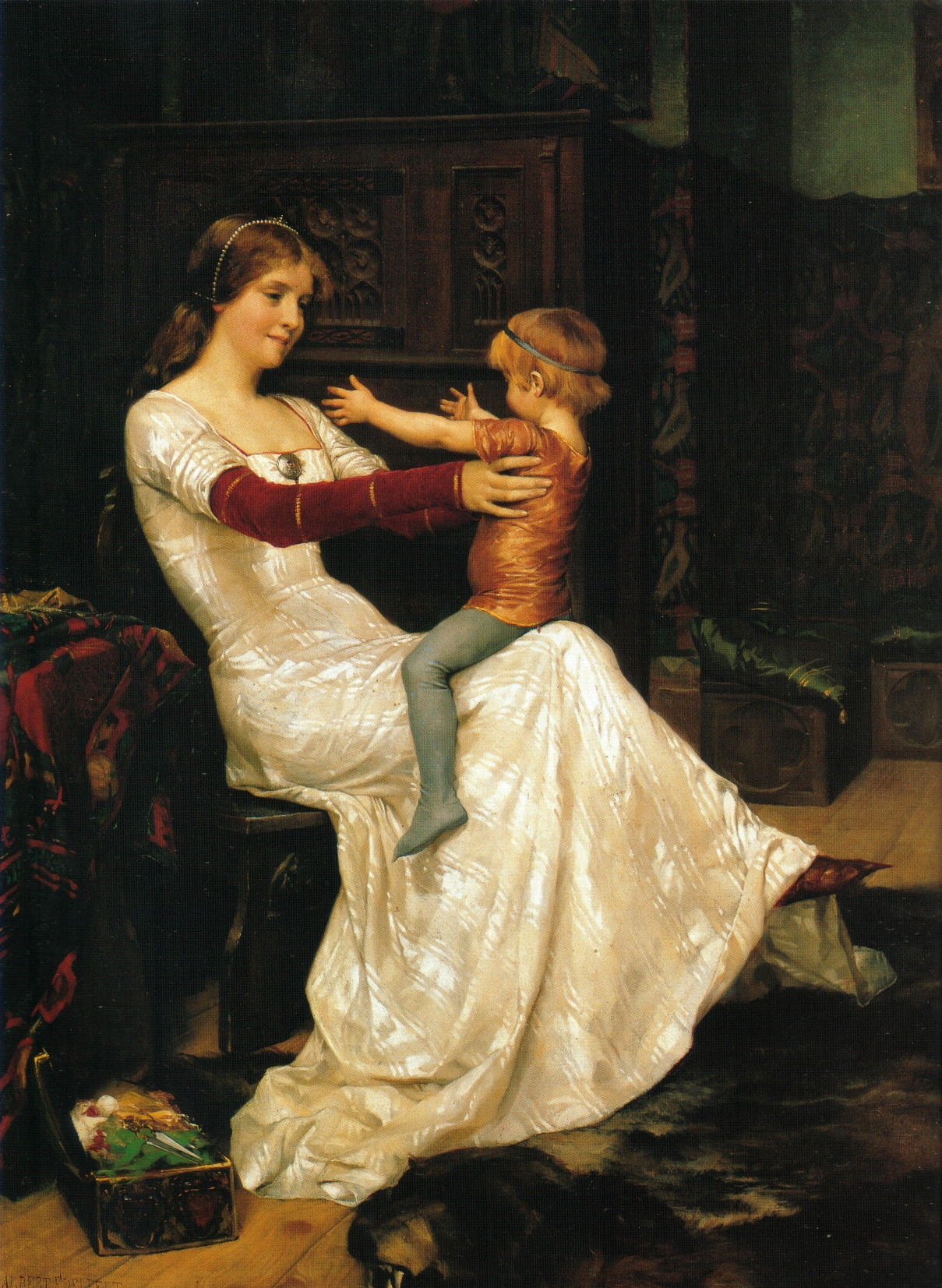
Drottning Blanka av Namur rider ranka med sonen Håkan VI av Norge i Historiemålningen "rida ranka" av Albert Edelfelt från 1877.

Rida, rida ranka är en folklig barnramsa som är känd i hela Norden.
Zacharias Topelius publicerade en variant av Rida, rida ranka-ramsan i sin samling Läsning för barn 1871. I anslutning till ramsan skrev han en liten berättelse om drottning Blanka av Namur, Magnus Erikssons drottning, som sjunger visan för sin son Håkan, sedermera kung av Norge. I berättelsen figurerar Margareta, Valdemar Atterdags dotter, som giftes bort vid 10 års ålder med Håkan.
Innehållet i Topelius tolkning inspirerade konstnären Albert Edelfelt till sin målning "Rida ranka" som i sin tur inspirerade docenten i estetik i Lund Hans Henric Hallbäck till visan Rida ranka med musik av August Ekenberg.
Ett hundratals uppteckningar och inspelningar av olika varianter av ramsan finns hos Svenskt visarkiv.
Variation av den "folkliga texten" ur Visbok, 1923.
Rida rida Ranka

hästen heter Blanka

Vart ska vi rida?

Till en liten piga 

Vad kan hon heta?

Jungfru Margareta

den tjocka och den feta

...
Hans Henric Hallbäcks text
Rida, rida ranka,

hästen heter Blanka.

Liten riddare så rar

ännu inga sporrar har.

När han dem har vunnit,

barndomsro försvunnit.

...